# تاتیانا لیسنکو (ورزشکار دو و میدانی)
تاتیانا لیسنکو (روسی: Татьяна Викторовна Лысенко؛ زادهٔ ۹ اکتبر ۱۹۸۳) پرتابگر چکش اهل روسیه است.
وی همچنین برندهٔ جوایزی همچون نشان دوستی شده‌است. وی در مسابقات کشوری و بین‌المللی در مجموع برندهٔ ۲ مدال طلا، ۲ مدال نقره شده‌است.